# Koszary Tadeusza Kościuszki w Suwałkach
Koszary Tadeusza Kościuszki – kompleks koszarowy Wojska Polskiego II Rzeczypospolitej znajdujący się na terenie garnizonu Suwałki.

## Opis i zakwaterowanie
Koszary imienia Tadeusza Kościuszki stanowiły największy kompleks koszarowy w suwalskim garnizonie. Usytuowane były przy szosie do Augustowa. Zajmował on powierzchnię około 60 ha, znajdowało się w nim około 80–90 obiektów. Ich budowę rozpoczęto w 1887 i prowadzono ją etapami do początku XX w. kwaterowały w nich oddziały rosyjskiej 5 Brygady Strzeleckiej. 
Koszary carskie
Największy kompleks, budowany od 1887 do 1906, o powierzchni 61,16 ha, usytuowano w południowej części miasta, przy ul. Augustowskiej. Pobudowano tu około 80-90 obiektów, z czego kilkanaście piętrowych budynków koszarowych oraz mniejsze – gospodarcze i funkcyjne. Pierwszy etap przewidywał budowę koszar dla 19 i 20 pułku strzelców. Po zakończeniu budowy, jesienią 1890, pułkowe koszary zajmowały prostokątny plac o wymiarach ok. 256 x 597 m, położony w niewielkiej odległości od rogatki augustowskiej, na lewo od szosy do Augustowa. Budynki obu pułków ulokowano symetrycznie po obu stronach placu ćwiczeń, znajdującego się w środkowej części kompleksu. Każdy pułk dysponował ośmioma parterowymi drewnianymi koszarowcami, ustawionymi po cztery w dwóch prostopadłych do ulicy rzędach. Między rzędami budynków rot znajdowały się budynek kancelarii, dwa obiekty przeznaczone na kuchnie i stołówki oraz budynek oddziału szkolnego. Wzdłuż wschodniego krańca koszar stały warsztaty, magazyny na sprzęt obozowy, magazyn broni, magazyn amunicji, stajnia, wozownia, piwnica na jarzyny, latryna oraz wspólne dla obu pułków kuźnia i murowana piekarnia.
Kolejny etap budowy koszar, wznoszenie murowanych obiektów dla 17 i 18 pułku strzelców, zapoczątkowano w 1896. Większość robót została ukończona jesienią 1899, a w kolejnych latach wznoszono położone po przeciwnej do koszar stronie szosy augustowskiej budynki przeznaczone na mieszkania oficerów 19 i 20 ps, brygadowe kasyno oficerskie, lodownię, łaźnię oficerską z pralnią oraz inne mniejsze obiekty. W 1906 w tym rejonie wybudowano cerkiew św. Aleksandra Newskiego z budynkami plebanii oraz przylegającym do niej cmentarzem wojskowym.
W 1899 każdy z pułków dysponował trzema położonymi wzdłuż szosy murowanymi jednopiętrowymi koszarowcami, przeznaczonymi dla oddziału szkolnego, gospodarczego, a także pododdziału karabinów maszynowych, łączności i zwiadowców, stojącym między nimi dwupiętrowym obiektem oficerskim, znajdującym się w głębi kompleksu jednopiętrowym budynkiem dowództwa oraz dwoma dwupiętrowymi obiektami batalionowymi i mniejszymi budynkami funkcyjnymi.
Koszary polskie
Po I wojnie światowej stacjonował w nich 41 Suwalski pułk piechoty i 4 dywizjon artylerii konnej. Jednostki te zajmowały odpowiednio 21 i 11 budynków. W kompleksie tym znajdowały się też: strzelnica, gazownia, areszt, łaźnia i piekarnia garnizonowa. Kwaterował tu również I dywizjonu 29 pułku artylerii lekkiej. W latach 1922–1923 w koszarach kwaterowały też dowództwo, oddział km oraz 1/10 batalionu Straży Granicznej. Na przełomie lat dwudziestych i trzydziestych kwaterowały tu niektóre pododdziały 29 batalionu KOP. W części przynależnej 41 pp kwaterowała obsada posterunku meteorologicznego. W obiektach znajdujących się w południowej części kompleksu mieścił się Wojskowy Szpital Rejonowy, przy którym działały ambulatorium dentystyczne oraz Garnizonowa Przychodnia Przeciwweneryczna. 13 grudnia 1921 w koszarach uruchomiono łaźnię garnizonową.
Po objęciu administrowania koszar przez władze polskie, stwierdzono konieczność przeprowadzenia gruntownych remontów. Rozpoczęto je jednak dopiero na przełomie lat 20. i 30. Skupiono się na poprawie funkcjonowania bazy szkoleniowej, warunków socjalnych, a także na estetyce budynków. Prace modernizacje realizowano sukcesywnie do końca lat 30. W połowie lipca 1934 oddano do użytku zbudowaną przez żołnierzy bocznicę i rampę kolejową, a w lipcu 1933 pionierzy 41 pp rozpoczęli budowę kąpieliska na stawie Arkadia.
Do kompleksu przynależał też położony po przeciwnej stronie ulicy teren o powierzchni ponad 6 ha, na którym stały budynki kościoła garnizonowego i parafii wojskowej św. Kazimierza, kasyno oficerskie oraz mieszkania kadry. We wrześniu 1928 w koszarach kościuszkowskich koło Stowarzyszenia „Rodzina Wojskowa” uruchomiło przedszkole dla dzieci kadry.

## Zabytek
Zespół koszar wpisany jest do rejestru zabytków województwa podlaskiego (nr rej.: A-845 z 24.09.1991), wpis obejmuje:
- budynek sztabowy
- 5 pawilonów koszarowych
- budynek gospodarczy
- ogrodzenie z bramą